# Schermerboezem
De Schermerboezem is een complex van met elkaar in open verbinding staande boezems in de Nederlandse provincie Noord-Holland. 
De Schermerboezem bestaat sinds 1544, het stichtingsjaar van het Hoogheemraadschap van de Uitwaterende Sluizen in Kennemerland en West-Friesland, tegenwoordig Hoogheemraadschap Hollands Noorderkwartier geheten. Dat is bijna 90 jaar voor het ontstaan van de droogmakerij de Schermer. Alle poldermolens en gemalen binnen het verzorgingsgebied van de Schermerboezem slaan het water via een stelsel van kanalen en binnenboezems op de Schermerboezem uit.
Door het boezemstelsel wordt het overschot aan water via gemalen en sluizen naar de Noordzee en het IJsselmeer afgevoerd. In droge tijden en voor het doorspoelen van de boezem wordt via hetzelfde stelsel zoet water uit het IJsselmeer en het Markermeer binnengelaten.

## Gemalen
De boezemgemalen voor de Schermerboezem zijn:
- het Zaangemaal in Zaandam (1966);
- Gemaal De Helsdeur in Den Helder (1972;
- Gemaal C. Mantel bij Schardam (sinds juni 2017);
- Gemaal Monnickendam bij Monnickendam (najaar 2023).[1]

De gemalen Mantel en Monnickendam zijn ook geschikt om bij droogte water uit het Markermeer in de boezem te pompen.

## Spuisluizen
Daarnaast zijn er spuisluizen
- op het Markermeer bij Schardam:
  - de Hornsluis
  - de Noorder- en Zuidersluis
- op het Nieuwediep bij Den Helder:
  - spuisluizen bij gemaal De Helsdeur

Het Hoogheemraadschap Hollands Noorderkwartier beheert de waterhuishouding in het gebied van de Schermerboezem.
Tussen de Schermerboezem en de Raakmaatsboezem werd tot 1941 bij Oudorp water verzet door zes strijkmolens. Bij Rustenburg bevonden zich ook vier strijkmolens. Bij de gelijkstelling van het boezempeil van beide boezems in 1941 werden al deze molens overbodig. Van de in totaal veertien strijkmolens die ooit bestaan hebben resteren er nog acht.
Naast de Schermerboezem zijn er in de provincie Noord-Holland ten noorden van het Noordzeekanaal nog drie andere boezems, de Amstelmeerboezem, de Vereenigde Raaksmaats- en Niedorperkoggeboezem en de Waterlandse boezem.